# Protocucurbitaria ribicola
Protocucurbitaria ribicola är en svampart som beskrevs av Naumov 1951. Protocucurbitaria ribicola ingår i släktet Protocucurbitaria, ordningen Pleosporales, klassen Dothideomycetes, divisionen sporsäcksvampar och riket svampar.   Inga underarter finns listade i Catalogue of Life.